# Noam Anouar
Noam Anouar – Anouar Bouhadjela, à l’état civil – est un ex syndicaliste policier spécialiste de la lutte antiterroriste et se dit lanceur d'alerte et devient chroniqueur pour Le Média au printemps 2021.  Il est mis en examen le 10 octobre 2024 pour escroquerie en bande organisée et recel de biens provenant d'un vol.

## Biographie
Noam Anouar, d'origine algérienne, est né en 1975 à Goussainville (Val-d'Oise). Il obtient un BTS, puis passe deux ans dans l’armée suivis d'une expérience d’encadrement sportif. Il devient ensuite policier dans les rangs de la Sécurité publique, avec une première affectation à la préfecture de Bobigny (Seine-Saint-Denis) où il subit le racisme de ses collègues,.
Il est affecté pendant 10 ans aux Renseignements de la Préfecture de Police en Seine-Saint-Denis. Il a notamment eu comme mission d'infiltrer les milieux islamistes.
Délégué du syndicat Vigi, il est suspendu par sa hiérarchie en février 2020 pour avoir dénoncé les violences policières exercées contre les manifestants lors d'une interview télévisée. Sa hiérarchie l'a convoqué le 5 février en évoquant des manquements « devoirs d’exemplarité, d’obéissance, de réserve, aux obligations de rendre compte, de loyauté » et de la « négligence professionnelle ».
Dans un livre intitulé La France doit savoir paru en 2019, Noam Anouar dénonce principalement le racisme dans la police, dont il se dit lui-même victime. Il aborde d'autres sujets dont la cassure police-population, la question du malaise et du suicide des policiers ou la guerre des services. La préface est signée par Guillaume Ryckewaert, commissaire de police et secrétaire national du Syndicat des commissaires de la Police nationale qui est de ce fait suspendu.
Il commente fréquemment dans les médias les violences policières, l'IGPN, et les lacunes du maintien de l'ordre lors des manifestations des Gilets jaunes, ce qui lui vaudra une suspension. Depuis février 2021, il est chroniqueur police/justice/société sur Le Média, même s'il n'a plus publié de chronique depuis février 2022.
En 2022, il est mis en cause par Libération puis par le journaliste Aziz Zemouri, dans le contexte de la fausse affaire Garrido-Corbière publiée par Le Point. Selon Libération, c'est lui qui aurait remis au Point les documents falsifiés qui ont lancé l'affaire. Libération souligne sa proximité avec Jean-Christophe Lagarde, époux de la maire de Drancy, Aude Lagarde, dont il est aussi le prédécesseur et l'adjoint, et la possible implication de celui-ci. Anouar est employé par cette municipalité. 
Le 10 octobre 2024 Anouar Bouhadjela, a été mis en examen par le parquet de Paris pour escroquerie en bande organisée et recel de biens provenant d'un vol.

## Publication
- La France doit savoir, un flic infiltré chez les islamistes raconte, Plon, 1er septembre 2019 (ISBN 978-2-259-27734-1)[15]
- 100 conseils pour votre sécurité, Talma studios, 2021.